# Casato di Erbach

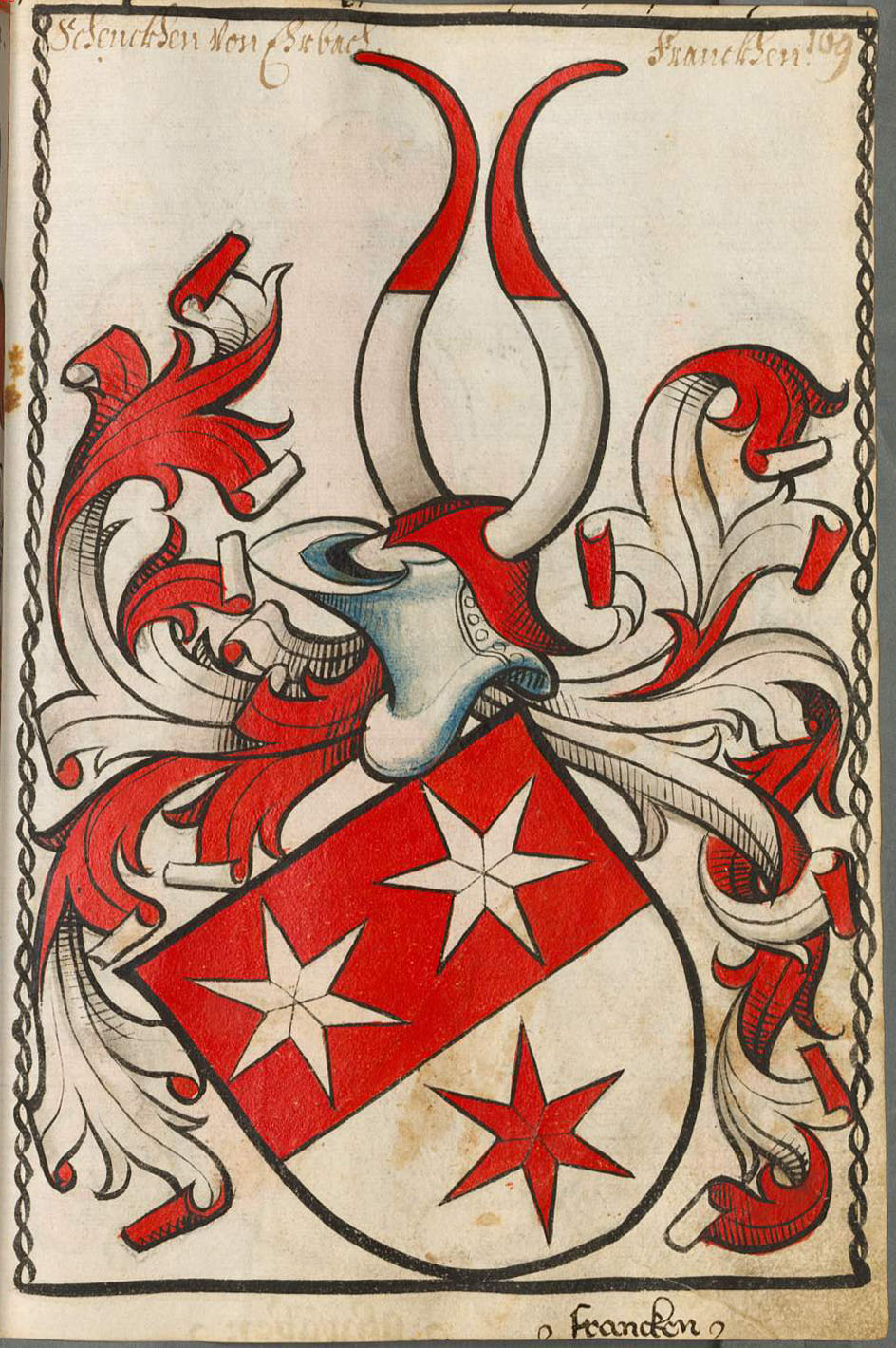
Lo stemma della famiglia Erbach

La famiglia Erbach, è una famiglia della nobiltà tedesca che è stata potente per secoli, prima nel Sacro Romano Impero e poi nel Granducato d'Assia, nell'Impero austriaco e nel Regno di Baviera.

## Storia

### Origini
La famiglia, che pose la propria residenza nella città omonima nell'Odenwald, pretende di discendere da Eginhard detto poi anche Carlo Magno ed Emma.

### Ascesa

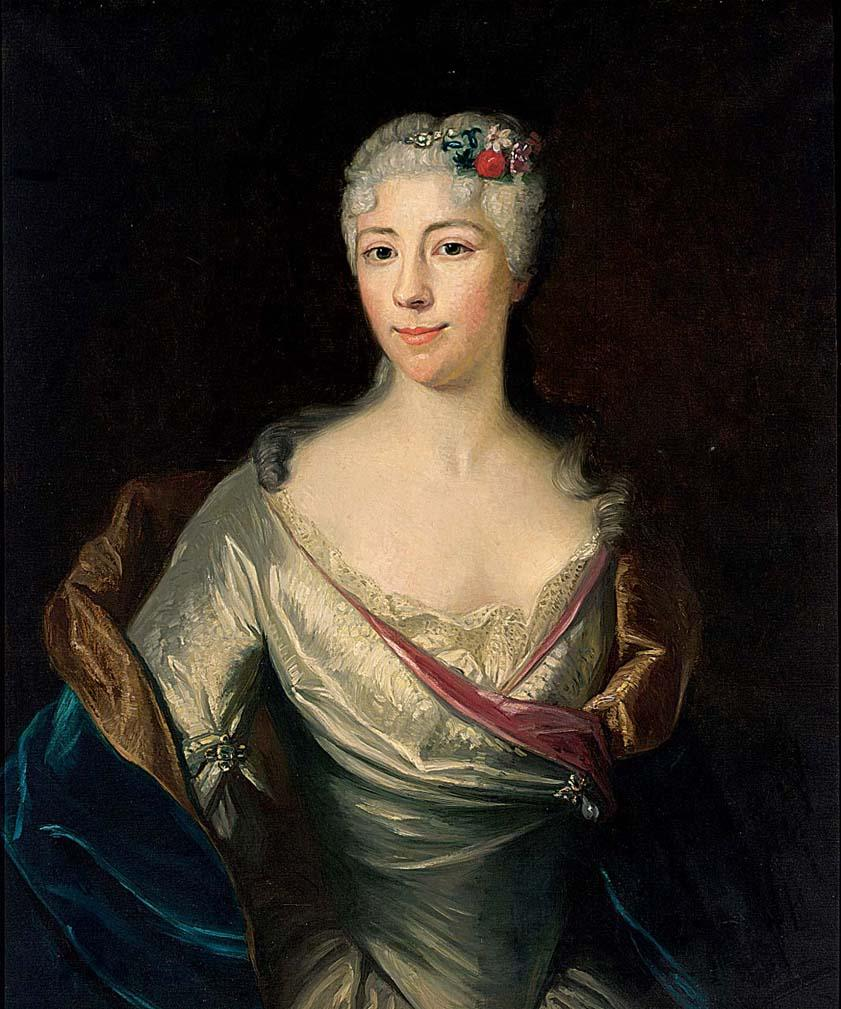
Sofia di Erbach

La linea comitale ha origine nel 1213 con Georg I di Erbach (1213-30) e nel 1423, divengono conti immediati. Appartenenti al circolo equestre dei conti franconi del cantone di Odenwald, hanno voto collegiale alla Dieta imperiale (Reichstag) e sono signori di Breuberg (1552) e Wildenstein. Conti dell'impero con Eberhard XV (1481-39) nel 1532, alla morte di Giorgio Alberto I (1618-47) si dividono in varie linee.

### XIX secolo

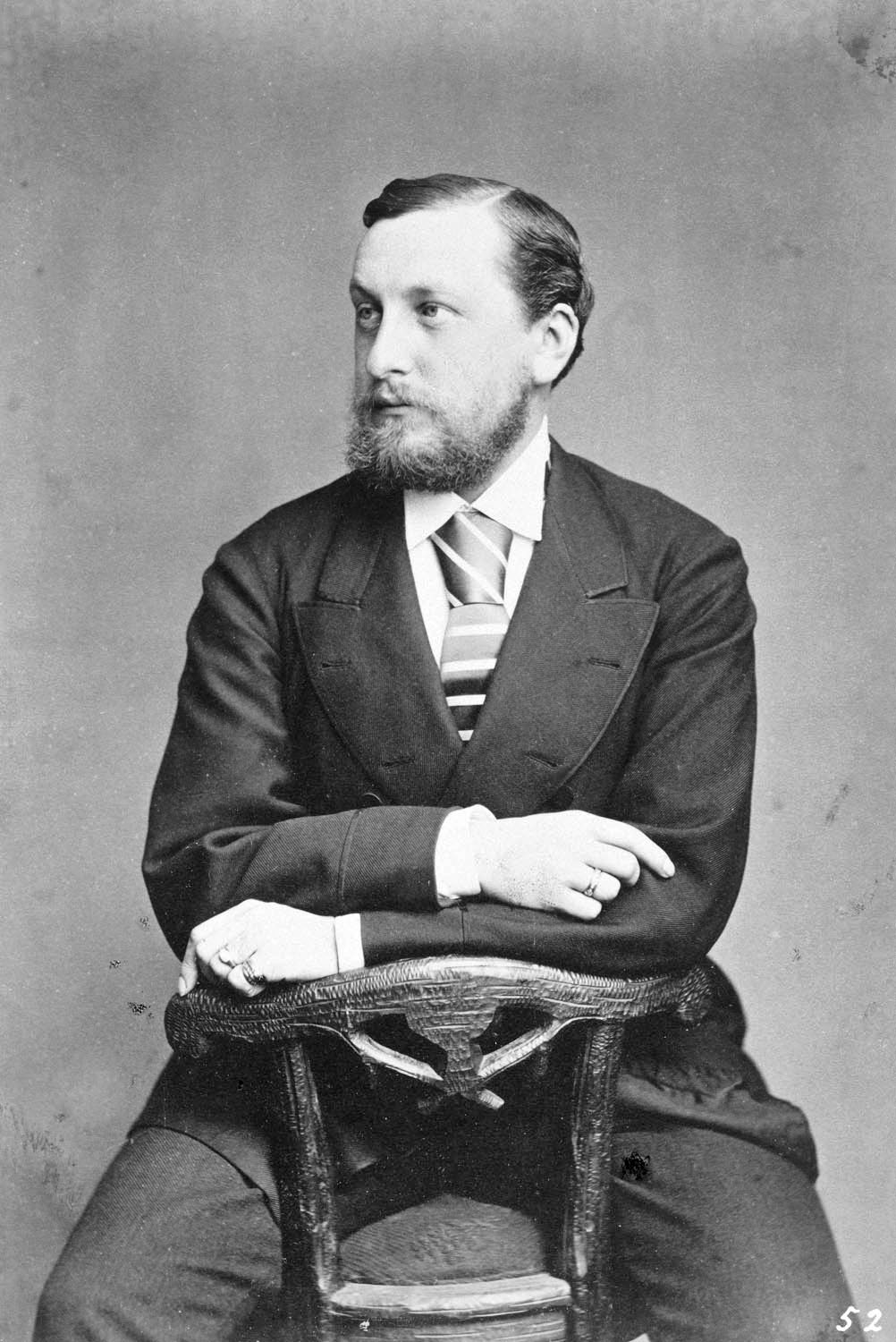
Gustavo di Erbach, I principe e conte di Erbach Schonberg

Tutte le linee sono secolarizzate (1806) e molti dei loro membri nel corso del XIX secolo passano al servizio del Granducato d'Assia, dell'Impero austriaco e del Regno di Baviera.

## Rami
- a) conti von Erbach zu Breuberg: generata da Georg Friedrich (1647-53), si estingue con lo stesso. Dopo di lui la signoria diviene possesso comune alle linee superstiti.
- b) conti von Erbach zu Wildenstein: linea rappresentata da Georg Ernst (1647-69).
- c) conti von Erbach zu Fuerstenau: linea autonoma con Georg Albrecht II Posthumus (1647-17); signori di Rothenberg, risiedono nel castello di Fuerstenau presso Michelstadt, ristrutturato nel 1765, ove vi sono numerose tombe di famiglia. Dal 1717 si distaccano le nuove linee di Erbach e di Schoenberg.
- d) conti von Erbach zu Erbach: costituitasi con la nuova divisione del 1717, sono conti di Wartenberg e signori di Breuberg, Wildenstein, Steinbach, Curl e Ostermannshofen.

La linea diretta si estingue nel 1731 e la nuova linea è generata da Georg Wilhelm (1731-57) del ramo di Fuerstenau, a cui succede Franz (-1803). Nel 1804 il conte è adottato dall'ultimo conte von Wartenberg, acquistando così beni e terre della famiglia. Aggiungendo al proprio il nome di Wartenberg Roth ed al proprio patrimonio la signoria di Roth e Reichenbach in Assia, le signorie di Wildenstein e Steinbach (Baviera), mentre il ramo degli Erbach Schoenberg hanno Schoenberg, Koenig e la metà della signoria di Breuberg (Assia). I possessi che hanno una estensione di circa 523 km². Sono mediatizzati nel 1806.
- e) conti von Erbach zu Schoenberg: linea autonoma dal 1717, i suoi conti divengono principi al principio del XIX secolo, con sede a Schoenberg in Assia.